# Клавдія Старша
Клавдія Старша (*Claudia, прибл. 300 до н. е. —після 246 до н. е.) — давньоримська аристократка часів Римської республіки.

## Життєпис
Походила з патриціанської родини Клавдіїв. Донька Аппія Клавдія Цека. У 246 році до н. е., повертаючись з ігор, потрапила в натовп і голосно висловила побажання, щоб її брат Публій, консул 249 року до н. е., воскрес з мертвих і потопив ще один римський флот, щоб у Римі стало менше народу. За це була притягнута до суду і оштрафована плебейськими еділами Гаєм Фунданієм та Тиберієм Семпронієм Гракхом. Подальша доля не відома.